# Hydraena argutipes
Hydraena argutipes är en skalbaggsart som beskrevs av Perkins 1980. Hydraena argutipes ingår i släktet Hydraena och familjen vattenbrynsbaggar. Inga underarter finns listade i Catalogue of Life.